# Atlético Clube Goianiense

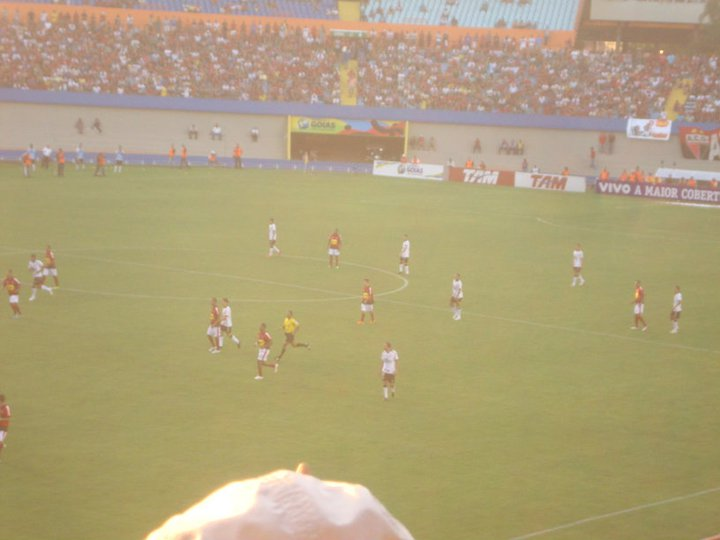
Wedstrijd tussen Atlético Goianense en Corinthians

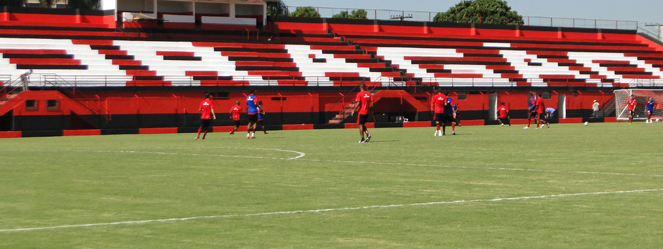
Het Estádio Antônio Accioly

Atlético Clube Goianiense is een Braziliaanse voetbalclub uit Goiânia. De club wordt ook wel Atlético-GO genoemd om zich te onderscheiden van onder andere Atlético Mineiro en Atlético Paranaense.

## Geschiedenis
De club werd op 2 april 1937 opgericht. Een jaar later won de club zijn eerste titel in de lokale stadscompetitie. In 1944 werd het Campeonato Goiano ingevoerd als staatscompetitie en Atlético werd de allereerste kampioen. Samen met stadsrivaal Goiânia domineerde de club de competitie in de beginjaren. Later werd Goiás de grootste club. Nadat de club in 1964 kampioen werd mochten ze het jaar erop aantreden in de Taça Brasil 1965, de eindronde voor de staatskampioenen waaruit de landskampioen voortkwam. De club versloeg Guanabara en Desportiva en verloor in de derde ronde van Siderúrgica. In 1968 trad de club opnieuw aan in de Taça, hoewel ze geen staatskampioen waren. Ze bereikten de finale van de centrale zone, die ze verloren van Cruzeiro. In 1971 ging de Campeonato Nacional de Clubes van start, de voorloper van de huidige Série A. Voor de clubs uit Goiás was er echter geen plaats in deze competitie. De clubs zetten dat jaar een eigen competitie op die in Goiás gespeeld werd, het Torneio de Integração Nacional. Buiten zes clubs uit de staat namen nog tien clubs uit tien andere staten deel. De club plaatste zich voor de finale tegen Ponte Preta. Beide clubs wonnen een wedstrijd waardoor er een derde wedstrijd gespeeld werd, die Atlético won na verlengingen.
Na een goede notering in de staatscompetitie mocht de club in 1979 en 1980 aantreden in de Série A, maar kon daar geen potten breken. In 1985 werd de club na vijftien jaar nog eens staatskampioen. De volgende twee jaren vicekampioen en in 1988 opnieuw staatskampioen. In 1987 werd de club elfde in de Série A. In 1990 werd de club kampioen van de Série C, nadat ze de finale gewonnen hadden van América Mineiro. Het volgende seizoen in de Série B was geen succes. In 1995 kon de club opnieuw promoveren naar de Série B en hield het nu drie seizoenen vol. In 2001 werd de club nog vierde in de Série C, maar de volgende twee seizoenen konden ze niets presteren. In 2003 degradeerde de club voor de eerste keer in de geschiedenis uit de hoogste klasse van de staatscompetitie, waardoor de club in 2004 voor het eerst sinds 1985 niet in de nationale reeksen speelde. In de Segunda Divisão leek een snelle terugkeer aan de orde nadat ze in de eerste fase eerste werden, echter in de tweede groepsfase konden ze de promotie niet verzilveren. In 2005 werden ze wel kampioen. Bij de terugkeer werden ze meteen vicekampioen waardoor ze ook weer in de Série C mochten aantreden. In 2007 werd zelfs negentien jaar na de vorige titel opnieuw de staatstitel behaald. In de Série C werden ze zesde en een jaar later zelfs kampioen. In 2009 werden ze vierde in de Série B waardoor ze voor het eerst promoveerden naar de Série A, de vorige deelnames waren op basis van goede prestaties in de staatscompetitie. De club eindigde in het eerste seizoen zestiende en werd door een beter doelsaldo dan Vitória gered en dat terwijl stadsrivaal Goiás dat jaar degradeerde. In de Copa do Brasil 2010 bereikten ze wel de halve finale, die ze van Vitória verloren. Het volgende jaar eindigde de club op een respectabele dertiende plaats en mocht hierdoor aantreden in de Copa Sudamericana 2012, waar de club Figueirense uitschakelde. In de 1/8ste finale verloren ze van het Chileense Universidad Católica. In 2012 degradeerde de club. Tussen 2009 en 2014 werd de club ook drie keer staatskampioen en drie keer vicekampioen.
Na vier seizoenen Série B werd de club opnieuw kampioen, maar werd laatste in de Série A en degradeerde meteen terug. In 2019 promoveerde club weer. Na drie seizoenen degradeerde de club, maar kon ook weer onmiddellijk terugkeren, al werd ook dit weer gevolgd door een degradatie.

## Erelijst
Campeonato Brasileiro Série B
2016
Campeonato Brasileiro Série C
1990, 2008
Campeonato Goiano
1944, 1947, 1949, 1955, 1957, 1964, 1970, 1985, 1988, 2007, 2010, 2011, 2014, 2019, 2020, 2022, 2023, 2024
Campeonato Goiano Segunda Divisão
2005
Torneio de Integração Nacional
1971
Copa Goiás
1968, 1998
Copa Goiânia
1998
Amazonas ·
América Mineiro · 
Athletic · 
Athletico Paranaense ·
Atlético Goianiense · 
Avaí ·
Botafogo-SP ·
Chapecoense · 
Coritiba ·
CRB · 
Criciúma ·
Cuiabá ·
Ferroviária · 
Goiás ·
Novorizontino ·
Operário Ferroviário ·
Paysandu ·
Remo · 
Vila Nova ·  
Volta Redonda